# Biblioteca de la Universidad Central de Filipinas
La Biblioteca de la Universidad Central de Filipinas es la más grande biblioteca en términos de volumen en Bisayas Occidentales en Filipinas. La biblioteca cuenta con más de 200.000 volúmenes, incluyendo las colecciones especiales, como los 40.000 documentos de las Naciones Unidas, documentos de la Segunda Guerra Mundial, Centro de Recursos de estudios estadounidenses, la Colección Música Sacra, entre otras.
El espacio está integrado por la biblioteca Henry Luce III (Biblioteca Central) y las bibliotecas locales de la Facultad de Derecho de la Escuela Secundaria y la Escuela Primaria. Además de las bibliotecas de teología y los estudios de posgrado.
El edificio principal de la biblioteca cuenta con un aforo de 1000 personas, la Biblioteca de la Escuela Secundaria 150, la Biblioteca de Primaria 125, y el Colegio de Derecho 42.